# Maria Laura Almirão
Maria Laura Almirão (ur. 20 września 1977 w São Paulo) – brazylijska lekkoatletka, sprinterka. Pięciokrotna mistrzyni Ameryki Południowej, czterokrotna złota medalistka mistrzostw ibero-amerykańskich, medalistka igrzysk panamerykańskich, dwukrotna olimpijka (Ateny, Pekin).

## Przebieg kariery
W 1996 roku otrzymała dwa medale mistrzostw Ameryki Południowej U20, złoty w sztafecie 4 × 400 m oraz srebrny w sztafecie 4 × 100 m. Cztery lata później była członkinią brazylijskiej sztafety 4 × 400 m, która otrzymała brązowy medal mistrzostw ibero-amerykańskich w Rio de Janeiro. W 2001 roku brała udział w seniorskich mistrzostwach Ameryki Południowej – na tej imprezie wywalczyła złoto w konkurencji biegu sztafet 4 × 400 m oraz srebro w konkurencji biegu na 400 m. W 2002 i 2004 roku zdobyła cztery złote medale mistrzostw ibero-amerykańskich, zarówno dwa tytuły mistrzowskie w biegu na 400 m, jak i dwa tytuły mistrzowskie w konkurencji biegu sztafet 4 × 400 m. Była reprezentantką swego kraju na igrzyskach obu Ameryk w Santo Domingo, podczas których była członkinią sztafety 4 × 400 m – ona razem z koleżankami sięgnęły po brązowy medal.
Była uczestniczką letnich igrzysk olimpijskich w Atenach. W ich trakcie startowała w konkurencji biegu na 400 m, odpadła ona w eliminacjach, z czasem 52,10 zajmując 5. miejsce w grupie i 26. miejsce w gronie wszystkich lekkoatletek, jak również była członkinią sztafety 4 × 400 m, która także odpadła w eliminacjach, uzyskując czas 3:28,43 oraz zajmując 6. miejsce w grupie startowej i 12. miejsce w łącznej klasyfikacji wszystkich ekip.
W 2005 roku otrzymała dwa złote medale mistrzostw Ameryki Południowej w biegu na 400 m zarówno indywidualnie, jak i w rywalizacji sztafet. Zaliczyła także start na mistrzostwach świata, których gospodarzem były Helsinki. W konkurencji biegu na 400 m odpadła w fazie eliminacji, natomiast w sztafecie 4 × 400 m brazylijska ekipa została zdyskwalifikowana w finale (choć w eliminacjach zajęła 2. miejsce w grupie).
Podczas igrzysk olimpijskich w Pekinie startowała w dwóch konkurencjach. W biegu na 400 m uzyskała wynik 53,26 w eliminacjach i zajęła w grupie 5. miejsce, tym samym odpadając z dalszej rywalizacji, natomiast w sztafecie 4 × 400 m Brazylijki z udziałem Almirão także odpadły w eliminacjach, zajmując 6. miejsce w grupie z wynikiem 3:30,10.

## Osiągnięcia
| Rok     | Zawody                                   | Miasto         | Miejsce | Konkurencja        | Wynik   |
| ------- | ---------------------------------------- | -------------- | ------- | ------------------ | ------- |
| 1996    | Mistrzostwa Ameryki Południowej juniorów | Bucaramanga    | srebro  | sztafeta 4 × 100 m | 47,4h   |
| 1996    | Mistrzostwa Ameryki Południowej juniorów | Bucaramanga    | złoto   | sztafeta 4 × 400 m | 3:45,2h |
| 2000    | Mistrzostwa ibero-amerykańskie           | Rio de Janeiro | brąz    | sztafeta 4 × 400 m | 3:36,07 |
| 2001    | Mistrzostwa Ameryki Południowej          | Manaus         | srebro  | bieg na 400 m      | 53,14   |
| 2001    | Mistrzostwa Ameryki Południowej          | Manaus         | złoto   | sztafeta 4 × 400 m | 3:32,43 |
| 2001    | Uniwersjada                              | Pekin          | 8.      | bieg na 400 m      | 52,71   |
| 2002    | Mistrzostwa ibero-amerykańskie           | Gwatemala      | złoto   | bieg na 400 m      | 52,14   |
| 2002    | Mistrzostwa ibero-amerykańskie           | Gwatemala      | złoto   | sztafeta 4 × 400 m | 3:33,13 |
| 2003    | Mistrzostwa Ameryki Południowej          | Barquisimeto   | złoto   | sztafeta 4 × 400 m | 3:28,64 |
| 2003    | Igrzyska panamerykańskie                 | Santo Domingo  | brąz    | sztafeta 4 × 400 m | 3:28,07 |
| 2004    | Mistrzostwa ibero-amerykańskie           | Huelva         | złoto   | bieg na 400 m      | 52,13   |
| 2004    | Mistrzostwa ibero-amerykańskie           | Huelva         | złoto   | sztafeta 4 × 400 m | 3:28,60 |
| 2004    | Igrzyska olimpijskie                     | Ateny          | 5. H    | bieg na 400 m      | 52,10   |
| 2004    | Igrzyska olimpijskie                     | Ateny          | 6. H    | sztafeta 4 × 400 m | 3:28,43 |
| 2005    | Mistrzostwa Ameryki Południowej          | Cali           | złoto   | bieg na 400 m      | 52,32   |
| 2005    | Mistrzostwa Ameryki Południowej          | Cali           | złoto   | sztafeta 4 × 400 m | 3:29,24 |
| 2005    | Mistrzostwa świata                       | Helsinki       | 4. H    | bieg na 400 m      | 52,69   |
| 2005    | Mistrzostwa świata                       | Helsinki       | DSQ     | sztafeta 4 × 400 m | N/A     |
| 2006    | Mistrzostwa ibero-amerykańskie           | Ponce          | 8.      | bieg na 200 m      | 24,65   |
| 2006    | Mistrzostwa ibero-amerykańskie           | Ponce          | srebro  | bieg na 400 m      | 53,61   |
| 2007    | Mistrzostwa Ameryki Południowej          | São Paulo      | złoto   | sztafeta 4 × 400 m | 3:33,34 |
| 2007    | Igrzyska panamerykańskie                 | Rio de Janeiro | 4. SF   | bieg na 400 m      | 52,72   |
| 2007    | Igrzyska panamerykańskie                 | Rio de Janeiro | 5.      | sztafeta 4 × 400 m | 3:28,89 |
| 2007    | Mistrzostwa świata                       | Osaka          | 7. H    | bieg na 400 m      | 53,68   |
| 2007    | Mistrzostwa świata                       | Osaka          | 7. H    | sztafeta 4 × 400 m | 3:34,34 |
| 2008    | Mistrzostwa ibero-amerykańskie           | Iquique        | brąz    | bieg na 400 m      | 53,34   |
| 2008    | Mistrzostwa ibero-amerykańskie           | Iquique        | srebro  | sztafeta 4 × 400 m | 3:34,01 |
| 2008    | Igrzyska olimpijskie                     | Pekin          | 5. H    | bieg na 400 m      | 53,26   |
| 2008    | Igrzyska olimpijskie                     | Pekin          | 5. H    | sztafeta 4 × 400 m | 3:30,10 |
| Źródło: |                                          |                |         |                    |         |

W latach 2001–2008 otrzymała cztery tytuły mistrzyni Brazylii, trzy w konkurencji biegu na 400 m oraz jeden w biegu sztafet 4 × 400 m.

## Rekordy życiowe
- bieg na 100 m – 12,07 (14 lutego 2004, São Caetano do Sul)
- bieg na 200 m – 23,87 (26 maja 2002, Cochabamba)
- bieg na 400 m – 51,30 (17 czerwca 2005, São Paulo)
- bieg na 800 m – 2:03,16 (31 maja 2003, São Caetano do Sul)
- bieg na 1500 m – 4:35,99 (8 kwietnia 2000, Cubatão)
- sztafeta 4 × 400 m – 3:26,82 (13 sierpnia 2005, Helsinki)

Źródło: 